# James Pinckney Henderson

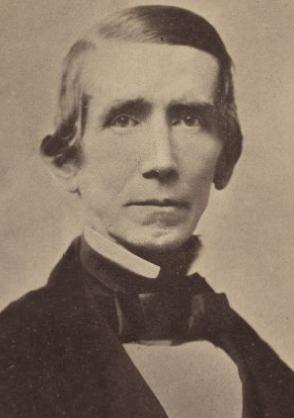
James Pinckney Henderson

James Pinckney Henderson (* 31. März 1808 in Lincolnton, Lincoln County, North Carolina; † 4. Juni 1858 in Washington, D.C.) war ein US-amerikanischer Jurist und Politiker. Er amtierte als US-Senator für Texas und war der erste Gouverneur dieses Bundesstaates.
Henderson wurde als Sohn von Lawson und Elizabeth (geb. Carruth) Henderson in Lincolnton geboren. Er besuchte die Lincoln Academy und studierte Jura an der University of North Carolina. 1829 wurde er als Anwalt zugelassen und diente danach in der Miliz von North Carolina, wo er bereits 1830 Colonel eines Regiments wurde. 1835 verließ er das Militär und zog nach Canton (Mississippi). Nach Ausbruch des Unabhängigkeitskrieges zwischen Texas und Mexiko am 2. Oktober 1835 zog er nach Velasco. David G. Burnet machte ihn zum Brigadegeneral und sandte ihn in die USA, um Freiwillige für die texanische Armee anzuwerben. Henderson ging zurück nach North Carolina und stellte auf eigene Kosten ein Heer auf, mit dem er im November 1836 in Texas eintraf. Noch im gleichen Monat wurde er Attorney General der Republik Texas in der Regierung von Präsident Sam Houston und im Dezember, nach dem Tod von Stephen F. Austin, dessen Nachfolger als Außenminister.
1837 wurde er texanischer Gesandter in England und Frankreich. Auf sein Wirken hin kam es zu Handelsabkommen zwischen Texas und den beiden Staaten und Texas erhielt die Unterstützung für seinen Freiheitskampf. Während eines Aufenthalts in Frankreich lernte er Frances Cox aus Philadelphia kennen, die er im Oktober 1839 in London heiratete. 1840 kehrte er nach Texas zurück und eröffnete eine eigene Anwaltspraxis in San Augustine. 1844 wurde er nach Washington D.C. beordert, um zusammen mit Isaac Van Zandt die Bedingungen für eine Aufnahme von Texas in die USA auszuhandeln. Der erste Vertrag hierzu wurde am 12. April 1844 von Texas unterzeichnet, am 8. Juni 1844 aber von den USA abgelehnt, worauf Henderson zurückgerufen wurde.
Am 19. Februar 1846 wurde er dann zum Gouverneur von Texas berufen, was er bis zum 21. Dezember 1847 blieb. Mit der Ausrufung des Mexikanisch-Amerikanischen Krieges ging er wieder zurück zum Militär und führte das 2. Texas-Regiment in der Schlacht bei Monterrey. Sein Nachfolger im Amt als Gouverneur wurde George T. Wood. Nach dem Krieg lehnte er eine ihm angebotene zweite Amtszeit als Gouverneur ab und arbeitete wieder in seiner eigenen Kanzlei. Ab dem 9. November 1857 amtierte er als demokratischer Senator und blieb dies bis zu seinem Tod am 4. Juni 1858. Beigesetzt wurde er auf dem Kongressfriedhof in Washington. 1930 wurden seine Gebeine auf den Staatsfriedhof in Austin umgebettet. Nach ihm wurde das 1846 gebildete Henderson County benannt.